# Lionel de Rothschild
Pour les autres membres de la famille, voir Famille Rothschild.
Lionel Nathan de Rothschild, né le 22 novembre 1808 à Londres et mort le 3 juin 1879 dans la même ville, est un banquier et homme politique britannique. Il est également le premier député juif pratiquant à pouvoir siéger à la Chambre des Communes du Royaume Uni.

## Biographie
Lionel de Rothschild est fils de Nathan Mayer Rothschild, baron de l'empire des Habsbourg, et de Hanna Barent Cohen. Marié en 1836 avec sa cousine la baronne Charlotte von Rothschild (1819-1884), fille du baron et banquier de Naples Carl Mayer de Rothschild, il est le père de Leonora (épouse d'Alphonse de Rothschild), d'Evelina (épouse de Ferdinand de Rothschild), de Nathan Mayer, d'Alfred Charles et de Leopold.
Rothschild est responsable de la collecte de fonds pour le gouvernement britannique, en particulier pendant la guerre de Crimée, et pour le secours philanthropique des victimes de la famine irlandaise. Son entreprise la plus célèbre est le prêt au gouvernement lui permettant d'acquérir des actions du canal de Suez à l'Égypte pour 4 millions de livres sterling.Construit en 1869 par la France, le Canal de Suez alors propriété de l'Égypte à 44 %, est l'objet de toutes les attentions du fait de son activité stratégique grandissante.
En 1847, Lionel de Rothschild est élu pour la première fois à la Chambre des communes britannique comme l'un des quatre députés de la circonscription de la ville de Londres. À cette époque, les Juifs ne sont toujours pas autorisés à siéger au parlement en raison du serment chrétien requis pour être assermentés. Le premier ministre lord John Russell présente alors un projet de loi pour éliminer ce problème du serment. En 1848, la loi est approuvée par la Chambre des communes, mais rejeté à deux reprises par la Chambre des lords. Après le deuxième rejet par la Chambre haute en 1849, Rothschild démissionne de son siège, puis il le brigue de nouveau dans une élection partielle. Il la remporte, ce qui renforce sa revendication.
En 1850, il intègre donc la Chambre des communes à nouveau mais refuse toujours de prêter serment sur une Bible chrétienne. Il demande de pouvoir utiliser seulement l'Ancien Testament. Cela lui est accordé, mais quand il omet les mots "sur la vraie foi d'un chrétien" du serment, il est prier de quitter l'assemblée.
Rothschild est réélu en 1852, mais ne prête serment qu'en 1858, après que la Chambre des lords ait accepté une proposition permettant à chaque chambre de décider de son propre serment. Le 26 juillet 1858, Rothschild prête serment, la tête couverte, et remplace la forme consacrée du serment par "alors aidez-moi, Jéhova". Il prend ensuite son siège en tant que premier député juif du parlement.
Il est encore réélu en 1859 et 1865, mais vaincu en 1868. Il revient au parlement grâce à une élection partielle de 1869, mais il est vaincu une deuxième fois aux élections générales de 1874.
Rothschild est propriétaire de chevaux de course et son cheval Sir Bevys (en) remporte le Derby d'Epsom en 1879. Il possède un hôtel particulier, construit en 1860 et démoli en 1937, au 148, Piccadilly .
Il meurt à Londres en 1879, à l'âge de 70 ans, après une crise de goutte. Il est inhumé au cimetière juif de Willesden dans la banlieue nord de Londres.